# Liste der Flaggen im Landkreis Marburg-Biedenkopf
Diese Liste zeigt die Flaggen im Landkreis Marburg-Biedenkopf in Hessen, mit seinen Städten, Gemeinden und Ortsteilen. Anbetrachts der Tatsache, dass in Hessen vorwiegend Banner bzw. Hochflaggen üblich sind, werden die Genehmigungsdaten und die Flaggenbeschreibung auch auf diese bezogen.
| Der Landkreis Marburg-Biedenkopf in Hessen |  | Die Flagge des Landkreises Marburg-Biedenkopf wurde am 11. Juli 1975 durch den Hessischen Minister des Innern genehmigt und wird wie folgt beschrieben: „Die Flagge zeigt auf zwei rot-weiß gedrittelten Feldern in verwechselten Farben das Wappen des Landkreises.“ |

## Städte und Gemeinden
| Stadt oder Gemeinde       | Banner                                                                                      | Hissflagge                                             | Beschreibung und Genehmigung |
| ------------------------- | ------------------------------------------------------------------------------------------- | ------------------------------------------------------ | --- |
| Stadt Amöneburg           | 5:11                                                                                        |                                                        | „Die Flagge der Stadt Amöneburg zeigt auf der zweistreifigen, nach dem oberen Drittel von Weiß und Rot gevierten Flaggenbahn das Wappen der Stadt.“ Genehmigt am 18. Juli 1979 |
| Gemeinde Angelburg        | 2:5                                                                                         | 5:3                                                    | „Die Flagge der Gemeinde Angelburg zeigt auf der von Rot, Weiß, Blau, Weiß, Rot (im Verhältnis 1:1,5:1:1,5:1) längsgeteilten Flaggenbahn in der oberen Hälfte aufgelegt das Gemeindewappen.“ Genehmigt am 10. März 1989 |
| Gemeinde Bad Endbach      | 2:5                                                                                         | 5:3                                                    | „Die Flagge der Gemeinde Bad Endbach zeigt auf der von Gold und Grün längsgeteilten Flaggenbahn in der oberen Hälfte das Gemeindewappen.“ Genehmigt am 3. November 1988 |
| Stadt Biedenkopf          | 2:5                                                                                         | 5:3                                                    | „Die Flagge der Stadt Biedenkopf zeigt auf zwei gleichbreiten Bahnen von Rot und Weiß in der oberen Hälfte das Wappen der Stadt.“ Genehmigt am 20. August 1976 |
| Gemeinde Breidenbach      | 2:5                                                                                         | 5:3                                                    | „Die Flagge der Gemeinde Breidenbach zeigt auf der von Blau und Weiß längsgeteilten Flaggenbahn in der oberen Hälfte das Gemeindewappen.“ Genehmigt am 3. Dezember 1981 |
| Gemeinde Cölbe            | 2:5                                                                                         | 5:3                                                    | Die Gemeinde Cölbe führt keine offizielle Flagge. Lokal wird jedoch eine rot-weiße Flagge mit dem Gemeindewappen verwendet. „Die Flagge der Gemeinde Cölbe besteht in der linken Hälfte aus rotem und in der rechten Hälfte aus weißem Flaggentuch. Mittig aufgelegt zeigt die Flagge das Gemeindewappen.“                              |
| Gemeinde Dautphetal       | 2:5                                                                                         | 5:3                                                    | „Auf weißer Mittelbahn des blau-weiß-blauen Flaggentuches das Wappen der Gemeinde Dautphetal.“ Genehmigt am 10. April 1980 |
| Gemeinde Ebsdorfergrund   | 2:5                                                                                         | 5:3                                                    | „Auf roter Mittelbahn des gold-rot-goldenen Flaggentuches das Wappen der Gemeinde Ebsdorfergrund.“ Genehmigt am 28. April 1980 |
| Gemeinde Fronhausen       | 2:5                                                                                         | 5:3                                                    | Die Gemeinde Fronhausen führt keine offizielle Flagge. Lokal wird jedoch eine rot-weiße Flagge mit dem Gemeindewappen verwendet. |
| Stadt Gladenbach          | 2:5                                                                                         | 5:3                                                    | „Die hängende Flagge zeigt im oberen Drittel in goldenem Feld das Wappen der Stadt Gladenbach und darunter eine Dreistreifenbahn von Grün-Gold-Grün.“ Genehmigt am 4. September 1975 |
| Stadt Kirchhain           | 2:5                                                                                         | 5:3                                                    | Die Stadt Kirchhain führt keine offizielle Flagge. Lokal wird jedoch eine rot-weiß-rot-weiß-rote Flagge mit einem schwarzen Kreuz im Flaggenhaupt verwendet. |
| Gemeinde Lahntal          | 2:5                                                                                         | 5:3                                                    | Die Gemeinde Lahntal führt keine offizielle Flagge. Lokal wird jedoch eine rot-weiße Flagge mit dem Gemeindewappen verwendet. |
| Gemeinde Lohra            | 2:5                                                                                         | 5:3                                                    | Die Gemeinde Lohra führt keine offizielle Flagge. Lokal wird jedoch eine blau-gelbe Flagge mit dem Gemeindewappen verwendet. |
| Universitätsstadt Marburg | Version ohne Wappen Version mit Wappen oberhalb der Mitte Version mit Wappen im Bannerhaupt | Version ohne Wappen Version mit aufgelegtem Wappen 5:3 | „Das Banner ist blau-weiß-rot längsgestreift mit dem aufgelegten Wappen oberhalb der Mitte. Es wird auch ohne Wappen gezeigt.“ / „Das Banner ist blau-weiß-rot längsgestreift mit dem aufgelegten Wappen im weißen Bannerhaupt; darunter der Schriftzug "Marburg a. d. Lahn". Es wird auch ohne Wappen gezeigt.“ Genehmigt am unbekannt |
| Gemeinde Münchhausen      | 2:5                                                                                         | 5:3                                                    | „Die Flagge der Gemeinde Münchhausen zeigt auf der von Weiß und Rot längsgeteilten Flaggenbahn in der oberen Hälfte der Flagge das Wappen der Gemeinde.“ Genehmigt am 19. März 1985 |
| Stadt Neustadt (Hessen)   | Version mit aufgelegtem Wappen Version mit Wappen im Bannerhaupt 2:5                        | 5:3                                                    | Die Stadt Neustadt (Hessen) führt keine offizielle Flagge. Lokal wird jedoch eine rot-weiße Flagge mit dem Stadtwappen (im Bannerhaupt) verwendet. |
| Stadt Rauschenberg        | 2:5                                                                                         | 5:3                                                    | Die Stadt Rauschenberg führt keine offizielle Flagge. Lokal wird jedoch eine schwarz-goldene Flagge mit dem Gemeindewappen verwendet. |
| Stadt Stadtallendorf      | Version ohne Wappen Version mit aufgelegtem Wappen 2:5                                      | Version ohne Wappen Version mit aufgelegtem Wappen 5:3 | „Die Flagge besteht aus einem oberen blauen und einem unteren gelben Querstreifen in gleicher Breite.“ Genehmigt am 27. September 1960 |
| Gemeinde Steffenberg      |                                                                                             |                                                        | Die Gemeinde Steffenberg führt keine Flagge. |
| Gemeinde Weimar (Lahn)    | 2:5                                                                                         | 5:3                                                    | „Die Flagge der Gemeinde Weimar zeigt auf zwei gleichbreiten Flaggenbahnen von Weiß und Rot im oberen Drittel das Wappen der Gemeinde.“ Genehmigt am 3. Mai 1977 |
| Stadt Wetter (Hessen)     | 2:5                                                                                         | 5:3                                                    | Die Stadt Wetter (Hessen) führt keine offizielle Flagge. Lokal wird jedoch eine blau-rot-goldene Flagge mit dem Stadtwappen (im Bannerhaupt) verwendet. |
| Gemeinde Wohratal         | 2:5                                                                                         | 5:3                                                    | „Die Flagge der Gemeinde Wohratal zeigt auf der zweistreifigen, nach dem oberen Drittel von Weiß und Rot gevierten Flaggenbahn das Wappen der Gemeinde.“ Genehmigt am 1. August 1997 |

## Ehemalige Städte und Gemeinden
| Stadt oder Gemeinde        | Banner | Hissflagge | Beschreibung und Genehmigung |
| -------------------------- | ------ | ---------- | --- |
| Gemeinde Achenbach         | 5:2    | 5:3        | Die ehemalige Gemeinde Achenbach führte keine offizielle Flagge. Lokal wird jedoch eine rot-weiße Flagge mit dem ehemaligen Gemeindewappen verwendet. |
| Gemeinde Amönau            | 5:2    | 5:3        | „Die Flagge zeigt das Wappen auf 2 blau-gold gedrittelten Flaggenbahnen in verwechselten Farben.“ Genehmigt am 23. September 1971 |
| Stadt Breidenstein         | 5:2    | 5:3        | „In einem von Gold und Schwarz geteilten Flaggenfeld das städtische Wappen, das vorne in Schwarz 3 goldene Kleeblätter untereinander und hinten in Gold eine schwarze Wolfsangel, die sich der Gestalt eines großen B annähert, darstellt.“ Genehmigt am 23. Dezember 1954 |
| Gemeinde Cappel            | 5:2    | 5:3        | „Die Flagge zeigt auf goldenem Grund im oberen Flaggendrittel das Wappen der Gemeinde Cappel, beiderseits begleitet von zwei schmalen, blauen Seitenstreifen.“ Genehmigt am 2. Februar 1966                                                                                |
| Gemeinde Dautphe           | 5:2    | 5:3        | „blau-weiß-blau mit Wappenschild“ Genehmigt am 10. Juni 1952 |
| Gemeinde Dexbach           | 5:2    | 5:3        | „In einer von 2 goldenen Streifen eingefaßten breiten grünen Mittelbahn das Wappen der Gemeinde Dexbach.“ Genehmigt am 20. Februar 1956 |
| Gemeinde Engelbach         | 5:2    | 5:3        | „In dem von Gold und Blau schräglinks geteilten Flaggenfeld oben rechts das Gemeindewappen.“ Genehmigt am 17. September 1962 |
| Gemeinde Kleingladenbach   | 5:2    | 5:3        | Die ehemalige Gemeinde Kleingladenbach führte keine offizielle Flagge. Lokal wird jedoch eine rot-weiß-goldene Flagge mit dem ehemaligen Gemeindewappen verwendet. |
| Gemeinde Mornshausen a. S. | 5:2    | 5:3        | Die ehemalige Gemeinde Mornshausen a. S. führte keine offizielle Flagge. Lokal wird jedoch eine schwarz-goldene Flagge mit dem ehemaligen Gemeindewappen verwendet. |
| Gemeinde Niederdieten      | 5:2    | 5:3        | Die ehemalige Gemeinde Niederdieten führte keine offizielle Flagge. Lokal wird jedoch eine grün-gold-grüne Flagge mit dem ehemaligen Gemeindewappen verwendet. |
| Gemeinde Oberasphe         | 5:2    | 5:3        | „Auf der breiten goldenen Mittelbahn des blaugoldblauen Flaggentuches das Gemeindewappen.“ Genehmigt am 3. September 1959 |
| Stadt Schweinsberg         | 5:2    | 5:3        | Die ehemalige Stadt Schweinsberg führte keine offizielle Flagge. Lokal wird jedoch eine blau-weiße Flagge mit dem ehemaligen Stadtwappen verwendet. |
| Gemeinde Silberg           | 5:2    | 5:3        | Die ehemalige Gemeinde Silberg führte keine offizielle Flagge. Lokal wird jedoch eine rot-weiße Flagge mit dem ehemaligen Gemeindewappen verwendet. |
| Gemeinde Wallau (Lahn)     | 5:2    | 5:3        | „In einem von grün und weiß geteilten Flaggenfeld das Wappen der Gemeinde Wallau, das in Silber über grünem Dreiberg einen roten, schreitenden Fuchs mit weißglühenden Augen zeigt.“ Genehmigt am 29. Oktober 1955                                                         |
| Gemeinde Wehrda            | 5:2    | 5:3        | „Die Flagge zeigt in einer breiteren goldenen Mittelbahn im oberen Drittel das Ortswappen, beseitet von zwei schmaleren blauen Seitenbahnen.“ Genehmigt am 27. Juni 1966                                                                                                   |
| Gemeinde Weidenhausen      | 5:2    | 5:3        | Die ehemalige Gemeinde Weidenhausen führte keine offizielle Flagge. Lokal wird jedoch eine blau-gold-blaue Flagge mit dem ehemaligen Gemeindewappen verwendet. |
| Gemeinde Weifenbach        | 5:2    | 5:3        | Die ehemalige Gemeinde Weifenbach führte keine offizielle Flagge. Lokal wird jedoch eine rot-weiße Flagge mit dem ehemaligen Gemeindewappen verwendet. |
| Gemeinde Wolzhausen        | 5:2    | 5:3        | Die ehemalige Gemeinde Wolzhausen führte keine offizielle Flagge. Lokal wurde jedoch eine rot-weiß gevierte Flagge mit dem ehemaligen Gemeindewappen vorgeschlagen. |

## Ehemalige Flaggen
| Name                 | Banner | Hissflagge | Beschreibung und Genehmigung |
| -------------------- | ------ | ---------- | --- |
| Landkreis Biedenkopf | 5:2    | 3:5        | „Zwei rotweiß gedrittelte Bahnen in verwechselten Farben, belegt mit dem Wappen des Landkreises Biedenkopf.“ Genehmigt am 18. Dezember 1959 |